# Atletica leggera ai Giochi della XVIII Olimpiade - 10000 metri piani

Video della Finale (film ufficiale dei Giochi)

La competizione dei 10000 metri piani maschili di atletica leggera ai Giochi della XVIII Olimpiade si è disputata il giorno 14 ottobre 1964 allo Stadio Nazionale di Tokyo.

## L'eccellenza mondiale
| Camp. olimpico 1960  | 28'32"2      | Pëtr Bolotnikov | Presente |
| Camp. europeo 1962   | 28'54"0      | Pëtr Bolotnikov | Presente |
| Primatista mondiale  | 28'15"6 1963 | Ronald Clarke   | Presente |
| Vincitore Trials USA | 29'02"0      | Gerry Lindgren  | Presente |

## Risultati

### Finale
Stadio Nazionale, mercoledì 14 ottobre.
Finale diretta con 38 partenti. 

La gara è senza esclusione di colpi, le gomitate sono senza risparmio. Nella seconda parte della gara si forma un gruppetto di quattro atleti: Mamo Wolde (Etiopia), Ron Clarke (Australia), Mohamed Gammoudi (Tunisia) e Billy Mills (Stati Uniti). All'inizio dell'ultimo giro Clarke prende il comando della gara. Ma è Gammoudi a lanciare la volata, sul rettilineo opposto a quello d'arrivo. Il tunisino acquisisce qualche metro di vantaggio su Clarke e Mills, mentre Wolde rimane indietro. Sul rettifilo finale Gammoudi resiste al ritorno di Clarke. Billy Mills, terzo, recupera in pochi metri il distacco dal neozelandese e si lancia all'inseguimento del tunisino. Nella tiratissima volata finale, sia Mills e Gammoudi vanno sotto il record olimpico; vince l'americano di soli 4 decimi.

Il campione olimpico Pëtr Bolotnikov conduce una gara anonima e si classifica 25º. Gammoudi avrà più fortuna a Città del Messico nei 5000 metri.
| Pos.    | Atleta                  | Età | Nazione          | Tempo Ufficiale |
| ------- | ----------------------- | --- | ---------------- | --------------- |
| Oro     | Billy Mills             | 26  | Stati Uniti      | 28'24"4         |
| Argento | Mohamed Gammoudi        | 26  | Tunisia          | 28'24"8         |
| Bronzo  | Ron Clarke              | 27  | Australia        | 28'25"8         |
| 4       | Mamo Wolde              | 32  | Etiopia          | 28'31"8         |
| 5       | Leonid Ivanov           | 27  | Unione Sovietica | 28'53"2         |
| 6       | Kōkichi Tsuburaya       | 24  | Giappone         | 28'59"4         |
| 7       | Murray Halberg          | 31  | Nuova Zelanda    | 29'10"8         |
| 8       | Tony Cook               | 28  | Australia        | 29'15"8         |
| 9       | Gerry Lindgren          | 18  | Stati Uniti      | 29'20"6         |
| 10      | Franc Červan            | 27  | Jugoslavia       | 29'21"0         |
| 11      | Siegfried Herrmann      | 31  | Germania         | 29'27"0         |
| 12      | Henri Clerckx           | 28  | Belgio           | 29'29"6         |
| 13      | Jean Fayolle            | 26  | Francia          | 29'30"8         |
| 14      | Teruo Funai             | 26  | Giappone         | 29'33"2         |
| 15      | Jean Vaillant           | 32  | Francia          | 29'33"6         |
| 16      | József Sütő             | 27  | Ungheria         | 29'43"0         |
| 17      | Josef Tomáš             | 30  | Cecoslovacchia   | 29'46"4         |
| 18      | Ron Hill                | 26  | Gran Bretagna    | 29'53"0         |
| 19      | Pål Benum               | 29  | Norvegia         | 30'00"8         |
| 20      | Siegfried Rothe         | 26  | Germania         | 30'04"6         |
| 21      | Mike Bullivant          | 30  | Gran Bretagna    | 30'12"0         |
| 22      | Fergus Murray           | 22  | Gran Bretagna    | 30'22"4         |
| 23      | Arthur Barrington Magee | 30  | Nuova Zelanda    | 30'32"0         |
| 24      | Ron Larrieu             | 27  | Stati Uniti      | 30'43"0         |
| 25      | Pëtr Bolotnikov         | 34  | Unione Sovietica | 30'52"8         |
| 26      | Bruce Kidd              | 21  | Canada           | 30'56"4         |
| 27      | Arthur Hannemann        | 28  | Germania         | 30'56"6         |
| 28      | Kazumi Watanabe         | 28  | Giappone         | 31'00"6         |
| 29      | Ranatunge Karunananda   | 28  | Ceylon           | 34'21"2         |
| -       | Pascal Mfyomi           | 22  | Tanganica        | Rit.            |
| -       | Naftali Temu            | 19  | Kenya            | Rit.            |
| -       | János Pintér            | 27  | Ungheria         | Rit.            |
| -       | Jim Hogan               | 31  | Irlanda          | Rit.            |
| -       | Muharrem Dalkılıç       | 26  | Turchia          | Rit.            |
| -       | Andrei Barabaş          | 26  | Romania          | Rit.            |
| -       | Fernando Aguilar        | 26  | Spagna           | Rit.            |
| -       | Mohamed Hadheb Hannachi | 26  | Tunisia          | Rit.            |
| -       | Nikolay Dutov           | 25  | Unione Sovietica | Rit.            |